# Centerpartiets ungdomsförbund
Centerpartiets ungdomsförbund (CUF) är Centerpartiets ungdomsförbund. Förbundet grundades som ett ungdomsförbund för Jordbrukarnas Riksförbund 1917. 1919 bildades en förbundsorganisation under namnet Svenska Landsbygdens Ungdomsförbund (SLU) som antog rollen som ungdomsförbund för både Bondeförbundet och Jordbrukarnas Riksförbund, dessa partier gick sedan samman. 
Svenska Landsbygdens Ungdomsförbund nådde 1948 ett medlemsantal på 115 544 personer och var då ett av de största politiska ungdomsförbunden i västvärlden. 1962 bytte man namn till Centerns Ungdomsförbund och 2004 ändrades formellt namnet till Centerpartiets Ungdomsförbund eftersom beteckningen Centern inte längre officiellt användes som namn för partiet. Namnet Centerpartiets Ungdomsförbund användes dock sedan flera år tillbaka inom ungdomsförbundet.
På 1970-talet stod CUF till vänster och politiken karakteriserades av politiska motståndare som Åsa-Nisse-marxism. Officiellt tog man på denna tid avstånd från samtliga tre klassiska ideologier socialism, liberalism och konservatism. På 1980- och 1990-talen kallade man sin ideologi ekohumanism, men från och med millennieskiftet närmade man sig alltmer liberalismen, som man sedermera officiellt kom att bekänna sig till, dock med en miljöagenda. På förbundsstämman 2011 beslutade man att kalla sig gröna liberaler. 
CUF:s medlemstidning hette länge Ung Center (tidigare SLU-bladet) men bytte senare namn till Verto, som den heter än idag efter sin återuppståndelse år 2024. Ung Center gav även ut Centerrörelsens idé- och debattidskrift Politisk tidskrift där medlemmar och intresserade kunde skriva insändare och artiklar. Idag har Verto ett större fokus på det sistnämnda och agerar såväl som en digital tidsskrift som en allmänt liberal plattform.

## Historia

### 1910-talet

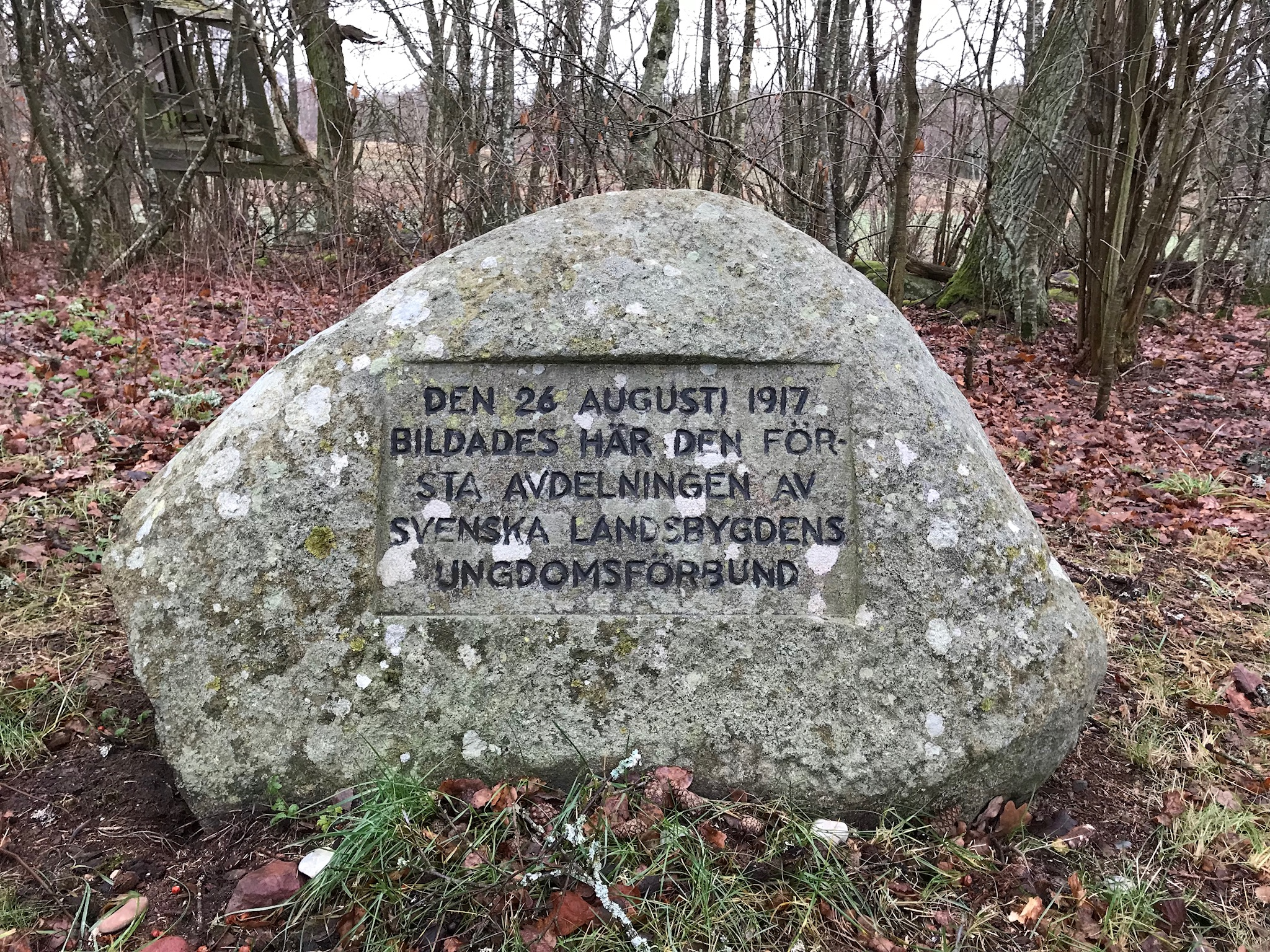
Minnessten över bildandet av Svenska Landsbygdens Ungdomsförbund på Skyttekullsvägen i Läckeby

Den första lokalavdelningen av SLU (Svenska landsbygdens ungdomsförbund, sedermera CUF) bildades den 26 augusti 1917 i Läckeby som ungdomsorganisation till ett av de två bondepartierna, Jordbrukarnas Riksförbund. I november samma år bildades den andra avdelningen, Gårdsby SLU i Kronobergs län. I Jönköping bildades under 1918 och 1919 åtta SLU-avdelningar. I Halland startades sju avdelningar. I maj 1919 bildades det första SLU-distriktet: Jönköpings län. Samma år, 1919 i juni, bildades i Nässjö en riksorganisation: Svenska landsbygdens Ungdomsförbund. Antalet medlemmar var 1 800.

### 1920-talet
Antalet medlemmar i april 1920 var 3 145. Bildandet av ett riksförbund gav utdelning i ökad aktivitet och medlemstillströmning. Aktiviteten ökade även på grund av att 1920 var ett valår. Valkampanjen bedrevs tillsammans med Jordbrukarnas riksförbund. 1921 slogs Jordbrukarnas riksförbund samman med Bondeförbundet. I juli 1921 erbjöd sig SLU att bli den sammanslagna organisationens ungdomsförbund. Bondeförbundet antog SLU:s erbjudande och vid 1922 års förbundsstämma i Leksand blev SLU officiellt Bondeförbundets ungdomsorganisation. SLU antog också Bondeförbundets partiprogram såsom sitt eget.

### 1930-talet
1930-talet inleddes med strider om vilken färg som skulle symbolisera SLU. Efter heta debatter antog 1930 års stämma grönt som huvudfärg. 1932 hölls det första rikstinget på Kolsnäsudden i Sunne; där medverkade nobelpristagaren Selma Lagerlöf som höll ett offentligt tal till folket. Året därpå deltog prins Carl på rikstinget som bevistades av cirka 30 000 människor, då i halländska Okome. 1933 gavs Landsbygdens Jul ut för första gången. Förslaget om en jultidskrift kom från Ingrid Brodén i Delsbo.
1931 hade SLU 27 788 medlemmar. 1937 var medlemsantalet uppe i 73 888. SLU:s medlemsantalsmässiga storhetstid började på 1930-talet. 1939 och 1940 deltog SLU i insamlingar för Finland under vinterkriget.

### 1940-talet
1941 grundades tidningen Politisk tidskrift (PT), som fortfarande ges ut. 1944 tog förbundet initiativet till bildandet av Bygdegårdarnas riksförbund. 1946 bildades ett studentförbund, som lades ned i kölvattnet av vänstervågen 1968-70. Men senare återuppstod förbundet under namnet Centerpartiets Högskoleförbund (CHF), idag Centerstudenter. Efter en insamling av pengar bland medlemmarna köpte SLU Mems slott utanför Söderköping 1948 för att använda detta som förbundets kursgård. Medlemsantalet var nu uppe i över 115 000. Detta år hölls också det första Riksmästerskapet i (Orientering). Sammanlagt deltog cirka 4 000 personer varav 151 gick till riksfinalen.

### 1950-talet
Den första teatertävlingen på riksnivå hölls. Utgången blev delad första plats mellan Forsa avdelnings amatörlag i Gävleborg och Söderåkra avdelning i Kalmar. 1953 bildade SLU tillsammans med SLS förbundet Vi Unga. 1958 startades Nordisk Nutidsorientering, även kallad NoNu. Detta år slog också förbundet en rad rekord. Sammanlagt genomfördes 9 364 tävlingar, kurser, studieutflykter, försök och utställningar med totalt 112 607 deltagare.

### 1960-talet
Solidaritet med omvärlden hade ända sedan förbundets insamling till det finska vinterkriget varit en viktig del av verksamheten. Totalt samlades det in 380 000 kronor under 1961, vilket blev underlaget till CUF:s utlandsfond, idag kallad CUF:s solidaritetsfond. 1962 var det stora året då förbundet bytte namn från SLU  (Svenska Landsbygdens Ungdomsförbund) till CUF (Centerns Ungdomsförbund). År 1963 startades Backo-projektet i Etiopien dit CUF skickade volontärer och byggde upp en jordbruksskola.

### 1970-talet
Det tidiga 1970-talet kännetecknades av en stark ideologisk utveckling i samhället, kallad den "Gröna vågen". CUF lanserade på 1973 års förbundsstämma "lokalsamhällestanken". CUF tog också ställning för Vietnam och mot USA. Den senare delen av 1970-talet dominerades av kampen mot kärnkraften.

### 1980-talet
CUF utvecklade miljöpolitiken till en huvudfråga. Det handlade bland annat om att bygga en politik och en opinion för en "Livsstil för överlevnad". Under 1980 års stämma i Sollefteå försökte man slå världsrekordet i halsduksstickning. 1986 startades en egen skivklubb för att ge möjlighet för unga band att få in en fot i musikbranschen.

### 1990-talet
CUF antog 1992 ekohumanismen som sin grund för politiken. Året därpå valdes den första kvinnan till förbundsordförande för CUF, Kristina Jonäng, som då hette Kristina Hansson. Under den ekonomiska krisen i Sverige i början av 90- talet var CUF aktiva. Flera år i rad skrev CUFs ledning egna förslag till en statsbudget för att visa på att det behövdes en annan ekonomisk profil i svensk politik, som tog större ansvar för miljön genom ökade koldioxidskatter och större ekonomiskt ansvar genom att snabbare betala av på statsskulden. CUF var aktiva i EU-debatten som i leddes i Sverige redan kring 1990. CUF uttalade sig kritiskt till EU i samband med krisuppgörelsen i början av 90- talet då ansökan om EU- medlemskap skrevs in i uppgörelsen för att dämpa svårigheterna i ekonomin. En majoritet av CUFs medlemmar var emot ett svenskt medlemskap vid den tiden och CUF drev vid EU-omröstningen en nej-kampanj. Förutom EU-frågan och debatten om Sveriges ekonomi var frågan om Öresundsbron dominerande i CUF. CUF ifrågasatte nyttan med en bro på bredaste stället över Öresund. CUF var också kritiska utifrån miljösituationen i Östersjön samt utifrån beräknade kostnader för bron. Under 90-talet började frågan om Mems slott diskuteras på allvar. I ett krympande förbund blir det svårare att bära ägaransvaret för en kursgård. 1997 såldes Mems slott.

### 2000-talet
Resan högerut ledde fram till en allians med de tre övriga borgerliga ungdomsförbunden. Inför EMU-omröstningen 2003 följde dock CUF moderpartiets ställningstagande mot EMU, till skillnad från de övriga borgerliga ungdomsförbunden vilka tog ställning för ett medlemskap. 2004 bytte förbundet namn från Centerns Ungdomsförbund till Centerpartiets Ungdomsförbund. Några kontroversiella beslut var att man 2007 blev för månggifte och att man 2009 tog ställning för att avskaffa sexköpslagen. 2009 beslöt CUF:s förbundsstyrelse att förorda ett samgående mellan Centerpartiet och Folkpartiet Liberalerna.

### 2010-talet
Vid förbundsstämman 2010 lanserade CUF sin valkampanj inför Valet 2010. Kampanjen hette "Arbetsmarknaden är ett jävla skämt", och syftade på ungdomars svårighet att komma in på arbetsmarknaden. Under samma kampanj lanserades CUF:s egen arbetsförmedling, den webbaserade cirkusen.com. CUF har under senare år lanserat tre nya kampanjer, en 2015 kallad Grön liberal, en annan 2016 som hette Den svenska drömmen och deras senaste som lanserades 2017 och gick under benämningen "Livets hårda skola"..

## Priser och utmärkelser
2000 belönades Centerpartiets ungdomsförbund tillsammans med Sveriges socialdemokratiska ungdomsförbund, Ung vänster, Liberala ungdomsförbundet, Grön ungdom och Moderata ungdomsförbundet med Regnbågspriset.

## Förbundsordföranden
Förbundsordföranden väljs av förbundstämman och är förbundets främsta ansikte utåt, högsta organisatoriska och politiska ledare samt ledamot i Centerpartiets partistyrelse.
Förbundsordföranden leder, ansvarar för och utvecklar förbundets arbete, politik och organisation.
| - Gillis Olsson i Kullenbergstorp, 1919–1937 (son till partiledaren Olof Olsson i Kullenbergstorp) - Nils Larsson i Kälkebo, 1937–1942 - Harald Johnsson från Skoglösa, 1942–1946 - Fridolf Jansson från Benestad, 1946–1951 - Thorsten Larsson från Särslöv, 1951–1954 - Johannes Antonsson från Heberg, 1954–1959 - Olof Jonsson från Hok, 1959–1962 - Nils J Wedin från Skog, 1962–1966 - Gösta Andersson 1966–1969 - Olof Johansson från Vällingby, 1969–1971 (sedermera partiledare) - Karl Erik Olsson från Sösdala, 1971–1974 - Lars Weinehall från Umeå, 1974–1976 - Anders Ljunggren från Eksjö, 1976–1981 - Yngve Sunesson från Markaryd, 1981–1984 - Andreas Carlgren från Ekerö, 1984–1987 - Iwar Arnstad från Trollhättan (då Iwar Andersson), 1987–1990 - Ola Alterå från Norrfjärden (då Ola Jonsson), 1990–1993 - Kristina Jonäng (då Kristina Hansson), 1993–1996 - Magdalena Fransson från Alvesta, 1996–1999 - Malin Svensson från Ulricehamn, 1999–2002 - Fredrick Federley från Kungsör (senare Stockholm) 2002–2007 - Magnus Demervall (då Magnus Andersson) från Bollnäs (senare Solna) 2007–2011 - Hanna Wagenius från Härjedalen 2011– 2015 - Magnus Ek från Valdemarsvik 2015–2019 - Ida Alterå från Huddinge 2019–2021 - Réka Tolnai från Stockholm 2021–2023 - Caroline von Seth från Lidingö 2023-2025 - Emelie Nyman från Malmö 2025 - (nuvarande) | - Anders W Jonsson 1987–1989 - Björn Mellstrand från Stockholm 1993–1995 - Sven Tornberg från Haparanda 1999–2000 - Magnus Haara från Haparanda 2000–2001 - Fredrick Federley från Kungsör 2001–2002 - Kristin Oretorp från Halmstad 2002–2004 - Sofia Jarl från Borlänge (då Sofia Karlsson) 2004–2006 - Annie Lööf från Maramö (då Annie Johansson) 2006–2007 - Marie Wickberg från Västra Ämtervik 2007–2009 - Johan Pettersson från Örebro 2009–2010 - Rickard Nordin från Hult 2010– 2011 - Ingrid Lundqvist från Stockholm 2011–2012 - Anders Dahlberg från Lysekil 2012–2013 - Tobias Gillberg från Sollefteå 2013–2014 - Algot Thorin från Harplinge 2014–2015 - Jonny Cato Hansson från Helsingborg 2015 – 2016 - Eric Luth från Huskvarna 2016–2017 - Louise Grabo från Vara 2017–2019 - Eva Mörtsell från Storuman 2019–2021 - Olivia Karlsson från Linköping 2021–2022 - Caroline von Seth från Lidingö 2022–2023 - Emelie Nyman från Malmö 2023–2025 - Saleh Aman från Falköping 2025 – (nuvarande) |
| - Per Ankersjö 1997–1998 - Sven Tornberg 1998–1999 - Claes Västerteg 1999–2000 - Katarina Norberg 2000–2001 - Stina Larsson 2001–2003 - Sofia Jarl (då Sofia Karlsson) 2003–2004 - Johan Gransten 2004–2005 - Erik Haara 2005–2006 - Ida Karlsson 2006–2008 - Johan Fälldin (då Johan Pettersson) 2008–2009 - Rickard Nordin 2009–2010 - Elisabeth Svensson 2010–2011 - Tobias Gillberg 2011–2013 - Algot Thorin 2013–2014 - Jonny Cato Hansson 2014–2015 - Stina Wernersson 2015–2017 - Evelina Reuterfors 2017–2019 - Johan Vesterlund 2019–2021 - Caroline von Seth 2021–2022 - Nils Nilsson Puronen 2022–2024 - Oscar Berggren 2024– - Kristin Oretorp 2002–2004 - Erik Haara 2004–2005 - Annie Lööf (då Annie Johansson) 2005–2006 - Magnus Andersson 2006–2007 - Johan Pettersson 2007– 2008 - Andreas Strömberg 2008–2009 - Elisabeth Svensson 2009–2010 - Henrik Falk (då Björkman) 2010 – 2011 - Anders Dahlberg 2011–2012 - Algot Thorin 2012– 2013 - Madeleine Sjöhage 2013– 2014 (sista innehavare) Posten upphörde 2014 | |

## Generalsekreterare
CUF:s generalsekreterare, innan 2008 kallade förbundssekreterare, är organisationens högsta tjänsteman och utses av dess förbundsstyrelse.
Generalsekreteraren har en adjungerad plats i förbundsstyrelsen och verkställande utskottet, och fungerar som föredragande sekreterare vid dess sammanträden.

### Generalsekreterare
- Gustav Friberg 1919-1927
- Bernhard Glans 1927-1942
- Lars Eliason
- Thore Peterson
- Bingemar Nilsson
- Leif Zetterberg 1974-1976
- Kent Ivarsson 1976-1979
- Lars-Olof Johansson 1979-1981
- Håkan Larsson (1981-1983)
- Michael Arthursson (1984-1985)
- Åsa-Britt Karlsson
- Peter Danielsson -1991
- Thomas Lind 1991-1994
- Magnus Kindbom 1994-1996
- Helena Johansson 1996-1999
- Karin Pettersson 1999-2002
- Jonas Naddebo 2002-2007
- Maria Carlsson 2007-2011
- Karin Fälldin 2011-2015
- Märta Martin-Åkesson 2015-2019
- Johanna Hedlund 2019-2020
- Linnea Andersson 2021-2024
- Olof Lundgren 2024-

## Distrikt
CUF är indelat i 21 distrikt; dessa leds av en distriktsstyrelse där distriktsordförande samlar verksamheten. Distrikten består i sin tur ofta av ett antal avdelningar.
- CUF Blekinge
- CUF Dalarna
- CUF Gotland
- CUF Gävleborg
- CUF Halland
- CUF Jämtlands län (före 2013 CUF Jämtland-Härjedalen)
- CUF Jönköpings
- CUF Kalmar
- CUF Kronoberg
- CUF Norrbotten
- CUF Skåne
- CUF Storstockholm
- CUF Södermanland
- CUF Uppsala
- CUF Värmland
- CUF Västerbotten
- CUF Västernorrland
- CUF Västmanland
- CUF Västra Götaland (före 2013 uppdelat på distrikten, Göteborg, Nordvästra Götaland, Skaraborg och Sjuhärad)
- CUF Örebro
- CUF Östergötland

## Media

### Tidning
Sedan 2024 driver Centerpartiets ungdomsförbund en digital tidsskrift vid namn Verto. Verto är en återuppståndelse efter att dess tidigare upplaga lades ned 2009 på grund av organisatoriska problem. CUFs medlemstidning hette ursprungligen SLU-bladet och har även hetat Ung Center. Då utgavs den med centerrörelsens debattorgan Politisk tidskrift som bilaga.

### Filmografi
Mellan 1932 och 1988 producerade Centerpartiets ungdomsförbund - CUF, Centerkvinnorna och Centerpartiet femton kortfilmer och två långfilmer tillsammans med bland annat Svensk Filmindustri och Sandrews.
- 1988 – Resan[8]
- 1984 – Amandla! Maatla![9]
- 1979 – Vi går tillsammans[10]
- 1977 – Leva för att överleva[11]
- 1963 – Hand i hand för hem och samhälle[12]
- 1954 – Vad bygden behöver[13]
- 1952 – För landsbygden och samhället[14]
- 1952 – Bättre 50-tal[15]
- 1948 – En ljusare framtid[16]
- 1947 – SLU-träff i Kalmar 1947[17]
- 1946 – De unga tar vid[18]
- 1944 – Vi på Vallberga[19]
- 1938 – Kampen för lyckan[20]
- 1934 – Sveriges bönder landets ryggrad[21]
- 1934 – Under axets tecken[22]
- 1932 – Inför valen[23]
- 1932 – Jordbruksfilmernas annonsjournal[24]

### Television
Mellan 1966 och 2009 producerades tre TV-inslag på initiativ av Centerpartiet.
- 2009 – Europas förenta krafter
- 1990 – Varför?
- 1966 – Fritt fram för Centern